# Vladimír Bukač
Vladimír Bukač (1964) è un violista ceco.
Inizia a suonare il violino da piccolo, studiando con Nora Grumlikova al conservatorio di Praga e poi con Wolfgang Marschner al conservatorio di Friburgo. Durante gli studi ha ottenuto diversi premi in concorsi nazionali ed internazionali. Tra il 1990 e il 1993 Bukač ha vissuto in Giappone, impegnato in una serie di concerti nei principali teatri nipponici sia come solista sia come camerista alla viola e al violino, facendo tournée anche in Australia e Nuova Zelanda.
Dopo il suo ritorno in Europa, nel 1996 Bukač è entrato nel Quartetto Talich, formazione cameristica ceca allora guidata dal primo violino Jan Talich, figlio del fondatore del quartetto. A fianco dell'attività quartettistica, Bukač porta avanti una carriera solistica e cameristica suonando regolarmente nei principali festival musicali europei, giapponesi, israeliani e statunitensi, partecipando anche come commissario in diversi concorsi internazionali, come la Lionel Tertis International Viola Competition e il concorso internazionale di musica ARD di Monaco. Ha inciso alcuni dischi per la radio ceca e la BBC, ottenendo recensioni positive da The Strad e Gramophone.
Dal 2002 Bukač insegna al conservatorio di Dresda, è insegnante ospite al Royal Northern College of Music di Manchester e collabora alle masterclass dell'Accademia musicale franco-ceca e del festival di musicale di Praga.
I suoi principali strumenti sono una viola Giovanni Battista Guadagnini del 1775 e una Santino Lavazza del 1725.

## Discografia
- 2000 - Martinu: Sonate No. 1 pour Alto et Piano (Calliope)
- 2006 - Bartók: Concerto pour alto; Martinu: Rhapsodie-Concerto; Hindemith: Trauermusik (Calliope)[5]
- 2013 - Clarke, Martinů & Reger: Oeuvres pour Alto et Piano (Phaia Music)